# Steven Harwell
Steven Scott "Steve" Harwell, född 9 januari 1967 i Santa Clara, Kalifornien, död 4 september 2023 i Boise, Idaho, var en amerikansk musiker, känd som sångare i rockbandet Smash Mouth. Han var med och skapade bandet 1994 tillsammans med Greg Camp, Kevin Coleman och Paul De Lisle. Harwell var med i många TV-shower och på film, bland annat i Rat Race.
Harwells sex månader gamla son, Presley Scott Harwell, dog i juli 2001 till följd av akut lymfatisk leukemi. Därefter skapade Harwell en medicinsk forskningsfond i Presleys namn.
Den 27 augusti 2016 kollapsade Harwell på scenen under en konsert med Smash Mouth i Urbana, Illinois och togs av ambulans till ett sjukhus. Bandet avslutade konserten utan honom.

## Diskografi (urval)
Studioalbum med Smash Mouth
- 1997 – Fush Yu Mang [8]
- 1999 – Astro Lounge
- 2001 – Smash Mouth
- 2003 – Get the Picture?
- 2005 – The Gift of Rock
- 2006 – Summer Girl
- 2012 – Magic

Singlar med Smash Mouth (topp 30 på Billboard Adult Top 40)
- 1997 – "Walkin' on the Sun" (#1)
- 1998 – "Can't Get Enough of You Baby" (#14)
- 1999 – "All Star" (#1)
- 1999 – "Then the Morning Comes" (#2)
- 2001 – "I'm a Believer" (#4)
- 2001 – "Pacific Coast Party" (#23)
- 2003 – "You Are My Number One" (#25)
- 2006 – "Story of My Life" (#29)
- 2006 – "So Insane" (#25)